# آوب (كيبك)
آوب (بالإنجليزية: Hope, Quebec)‏ هي بلدية محلية في كيبيك تقع في كندا في Bonaventure Regional County Municipality. يقدر عدد سكانها بـ 630 نسمة ومساحتها 70.50 كم2 .